# Fátima (Granada)
Fátima es una localidad y pedanía española perteneciente al municipio de Castril, en la provincia de Granada, comunidad autónoma de Andalucía. Está situada en la parte occidental de la comarca de Huéscar. A nueve kilómetros del límite con la provincia de Jaén, cerca de esta localidad se encuentran los núcleos de Alamillo, Cortijillos, Cuquillo, Martín, Corralón y Duda.

## Demografía
Según el Instituto Nacional de Estadística de España, en el año 2022 Fátima contaba con 508 habitantes censados, lo que representa el 25,16% de la población total del municipio.

### Evolución de la población
| Gráfica de evolución demográfica de Fátima entre 2012 y 2022 |
|                                                              |
| Datos según el nomenclátor publicado por el INE.             |

## Cultura

### Fiestas
Fátima celebra sus fiestas en torno al 13 de mayo en honor a su patrona, la Virgen de Fátima.